# Прапор і герб кантону Обвальден
Прапор і герб кантону Обвальден фіційний символ швейцарського кантону Обвальден, що зображують ключ, нижня частина якого червоного кольору, а верхня — білого, на тлі, що має зворотні кольори. Ключ завжди спрямований вгору і до флагштока. Кольори кантону — червоний і білий.
Герб існує з 1816 року; раніше Обвальден мав щит, розділений на червону і білу частини, ідентичний гербу Золотурна. Сучасне зображення ключа датується 1929 роком. З 1815 по 1998 рік Обвальден був напівкантоном кантону Унтервальден, а з новою федеральною конституцією 1999 року Обвальден отримав статус кантону, а герб Обвальдена відповідно був підвищений до рангу кантонального герба.

## Герб
Герб був створений рішенням сейму 1816 року. Офіційного герба з юридичним характером не існує. Опис герба, за Мюлеманом (1991), такий:
Пересічено на червоне та срібне півполе, з ключем в перемінних тинктурах.
Вексилологічний опис прапора Обвальда: «Розділений червоним і білим кольорами, з ключем одного до іншого, борідка спрямована до древка».
Прапор і герб ідентичні. Ключ завжди має зубець, спрямований вгору та до стрижня.

## Історія

Кривавий прапор Священної Римської імперії

Прапор Священної Римської імперії

Історія герба та прапора Обвальдена тісно пов'язана з кантоном Нідвальден. Обвальден і Нідвальден разом утворювали Унтервальден і під спільним прапором були одним з восьми старих кантонів, але з XIV століття були внутрішньо розділені на дві незалежні населені долини.
Перший прапор Обвальдена був простим червоним зверху та білим знизу і датується ХІІІ століття. Мюлеманн повідомляє, що перший відомий опис належить Альбрехту фон Бонштеттену (*1442/43; † близько 1504), історику, гуманісту та ілюстратору. Цей герб і цей прапор тоді представляли всю територію Унтервальдена, яка сьогодні складається з кантонів Нідвальден та Обвальден. Дійсно, коли унтервальденці в 1150 році вирішили утворити дві окремі адміністрації, лише Обвальден зберіг прапор, печатки, пріоритет і, як повідомляє Адольф Готьє, «право призначати єдиного банерета для всього кантону».
Вважається, що червоний колір походить від Кривавого Прапора Священної Римської імперії, і оскільки кантон Урі вже носив жовтий колір, до прапора було додано білий.
Цей червоно-білий прапор також став відправною точкою незбройного, але політичного конфлікту між мешканцями Унтервальдена та іншими кантонами. Після Бургундської війни, виграної конфедератами, союзниками солотурнського народу, коли останні висловили бажання приєднатися до Швейцарської Конфедерації у 1476 році, унтервальденці, відмовляючись від того, щоб Золотурн мав той самий прапор, що й вони, проголосували проти вступу кантону Золотурн до Конфедерації у 1481 році.
Хоча обидва кантони мали власну внутрішню організацію, за межами їхніх кордонів визнавався лише кантон Унтервальден. Тоді було подбано про те, щоб обидві частини кантону були зображені на гербі та прапорі, а саме подвійний ключ Нідвальдена, від однієї до іншої на полі червоного та срібного різьблених гербів Обвальдена.
Вже в 1240 році парафіяни Штанса мали печатку з написом S. Universitatis Hominum de Stannes (українською: Печатка простих мешканців Штанса) і простим ключем, атрибутом їхнього покровителя святого Петра. Оскільки Унтервальден не мав власної державної печатки, було взято цю печатку церкви Штанса і доповнено латинським написом et vallis superioris (українською: і верхньої долини). Ця печатка була використана, серед іншого, для скріплення Федеративної хартії 1291 року та Брунненської угоди 1315 року. До XVI століття вона використовувалася як печатка Унтервальдена для всіх документів, які Обвальден і Нідвальден спільно завіряли як федеральні кантони. З середини XIV століття, коли Нідвальден отримав власну печатку, ця печатка також використовувалася як печатка кантону Обвальден. Печатка завжди зберігалася у ландамана Обвальдена, а сьогодні вона знаходиться в Державному архіві Обвальдена в Сарнській вежі відьом.
Унтервальден (Unterwalden Ob та Nyd dem Kernwald) отримав привілей на прапор від короля Максиміліана у 1487 році, який дозволяв використовувати на своєму прапорі зображення Розп'яття з Марією та Іваном. Зберігся прапор Папи Юлія 1512 року (зберігається в ратуші міста Зарнен). Окрім зображення розп'ятого Христа з Марією та Іваном у кутовому квадраті, у центрі верхнього (червоного) поля цього прапора розміщена багато прикрашена вишивкою та аплікацією фігура святого Петра (обличчя та руки намальовані). Петро стоїть на квітчастій луговій галявині, він одягнений у синє вбрання із зеленими рукавами та світло-червоний підкладжений жовтий плащ. У правій руці він тримає срібний подвійний ключ із золотою ручкою. У цій фігурі ключ Петра з печатки Унтервальдена вперше з'являється на прапорі і вперше зображується як подвійний ключ. Інші прапори Обвальдена не збереглися, лише кілька червоно-білих прапорів країни з XVI—XVIII століть.
На гербових щитах XVI століття Унтервальден зображений червоно-білий прапор Обвальдена (зі сценою розп'яття в кутовому квадранті, але без фігури Петра з прапора Юлія), разом з двома гербовими щитами: простим гербом Обвальдена, розділеним на червону і білу частини, та білим подвійним ключем на червоному полі для Нідвальдена.
Важливим для історії прапорів обох долин є Нідвальдський прапорний реєстр 1741 року, в якому перелічені відомі на той час польові прапори разом з переказами про їх походження та значення. Найстаріший збережений прапор Унтервальдена, який сьогодні належить Нідвальдену, ймовірно, спочатку був польовим прапором Обвальдена з Бургундських воєн і, за переліком 1741 року, також використовувався в битві під Каппелем. Під час військових походів Старої Конфедерації жителі Нідвальдену мусили «підпорядковувати» свій прапор прапору Обвальдену, і прапор Обвальдену вважався прапором Унтервальдену в межах Конфедерації. Цей прапор був просто розділений на червону і білу частини, з конфедеративним білим хрестом на червоному полі.
Ключ, зі свого боку, з'явився лише у 1729-1731 роках на фронтоні кантонального парламенту але червоно-срібний щит без ключа використовувався кантональною владою до 1816 року. Легенда свідчить, що у 398 році Папа Анастасій I та 14-річний імператор Флавій Гонорій, яким погрожували вбивством готи Аларіха, були врятовані воїнами Унтервальдена. Готьє у своїй книзі розповідає: «Як нагороду Папа надав їм право носити на своїх прапорах і печатках герб Святого Престолу, а саме ключ. Автентичність цієї легенди була підтверджена папою Юлієм II у його буллі 1512 року. Немає потреби наголошувати на малоймовірності цієї легенди, щоб надати гербу набагато логічнішого походження. Кантон знаходиться під покровительством святого Петра; церква в Стансі, колишній столиці всього Унтервальда, присвячена цьому апостолу; тому за герб було обрано його символ, тобто ключ».
Це зображення не використовувалося знову до 1816 року, коли герб з ключем з однією бородкою був затверджений за угодою з Нідвальденом (угода від 12 серпня 1816 року). Як кантон відновленої Швейцарської Конфедерації, Унтервальден з 1816 року використовував поєднаний герб з гербами двох напівкантонів: герб Обвальдена на правій геральдичній стороні та герб Нідвальдена на лівій геральдичній стороні.
До 1929 року ключ зазвичай зображувався з прямокутною ручкою, за зразком зображення на печатці 1240 року. Впливовою стала нова версія бернського геральдиста Рудольфа Мюнгера, яка була затверджена 29 липня 1929 року Федеральною канцелярією і таким чином оголошена захищеною версією. Тепер ключ має тричастинну закруглену ручку, а ключова головка є дзеркально симетричною і нагадує зображення розп'ятого Христа з Марією та Іваном у старовинному прапорі, оскільки на довгій стороні головки зображено хрест, оточений двома коротшими вирізами (таку саму символіку має і сучасна форма герба Нідвальда, що використовується з 1944 року). Версія Мюнгера була включена в 1942 році в книгу Роберта Мадера «Прапори та кольори Швейцарії», а в 1948 році — в федеральну державну печатку. Уряд кантону остаточно затвердив версію 1929 року, «в якій ключ має закруглену ручку», в 1951 році.
У грудні 2008 року уряд кантону Обвальден прийняв рішення про нове оформлення кантональних документів. При цьому було також визначено новий логотип кантону, який базується, зокрема, на «сучасному перемальовуванні герба кантону, яке не змінює ані розташування, ані геральдичні кольори, ані складові герба». При цьому також були дещо змінені пропорції герба.

## Прапор і герб кантону Унтервальден
Кантон Нідвальден часто представлений за межами кантону разом з кантоном Обвальден в утворенні під назвою кантон Унтервальден. Прапор був створений після вексилологічного конфлікту між двома кантонами в 1815 році після повернення Нідвальдена до Конфедерації XXII кантонів. Рішення щодо герба (та прапора) міститься в Офіційному збірнику Тагзатцунга на стор. 44 від 8 та 12 серпня 1816 року.
Геральдичний опис цього герба: «Розcічений, у першій пересіченій частині червоного і срібного кольору вертикальний ключ змінних кольорів, його зубці звернені вправо, що є символом Опвальдена. У другій частині червоного кольору зображений срібний ключ з подвійним стрижнем, розташований вертикально, його зубці звернені вгору, що є символом Нідвальдена».
Прапор показує з боку древка (геральдична права сторона) простий ключ на червоно-білому тлі, а з боку, що майорить, подвійний ключ на червоному тлі..

## Інші вексилологічні та геральдичні зображення
Прапор також випускається у вигляді орифлами, з хвостом або з плоскою основою. Прапор-орифлама кантонів, на якому у верхній частині зображено прапор кантону, а в нижній частині — кольори кантону, називається «повним» прапором.
Герб знаходиться на задніх номерних знаках транспортних засобів, зареєстрованих у кантоні Обвальден.

Старий герб кантону Унтервальден у XVII-XVIII століттях
Старий прапор кантону Унтервальден у ХІІІ-XVIII століттях
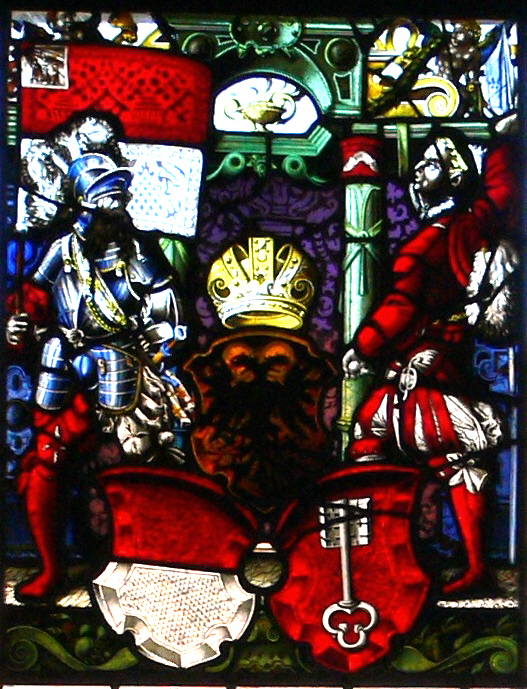
Гербовий вітраж «Унтервальден», Музей Всіх Святих, Шаффгаузен (1501)
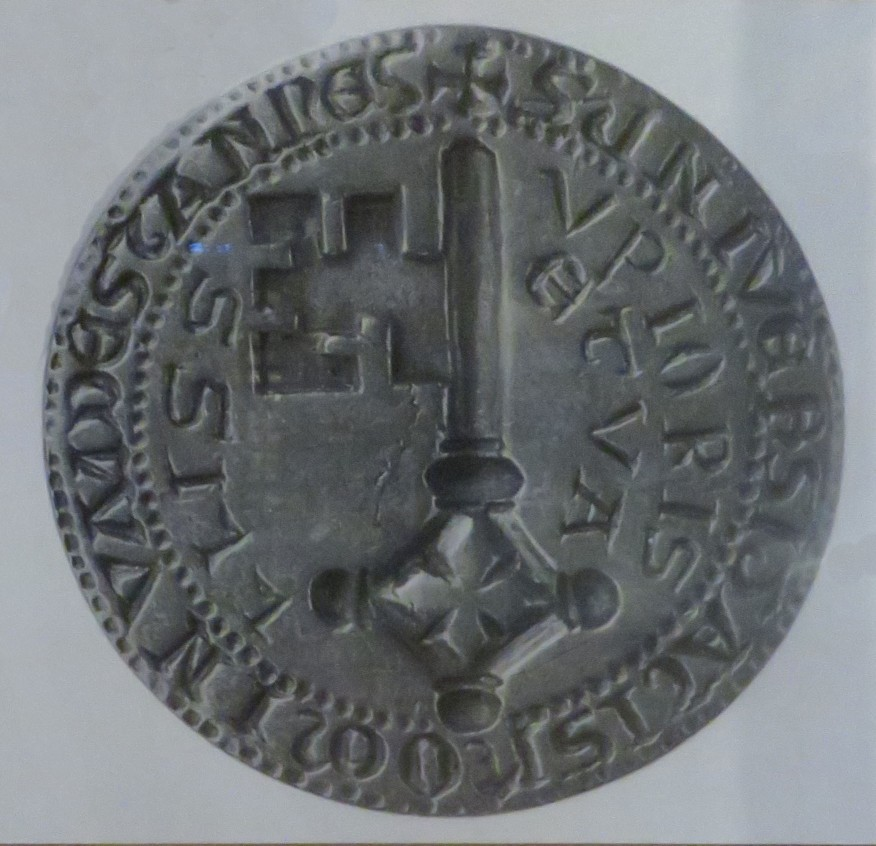
Печатка Унтервальдена з доповненим написом et vallis superioris
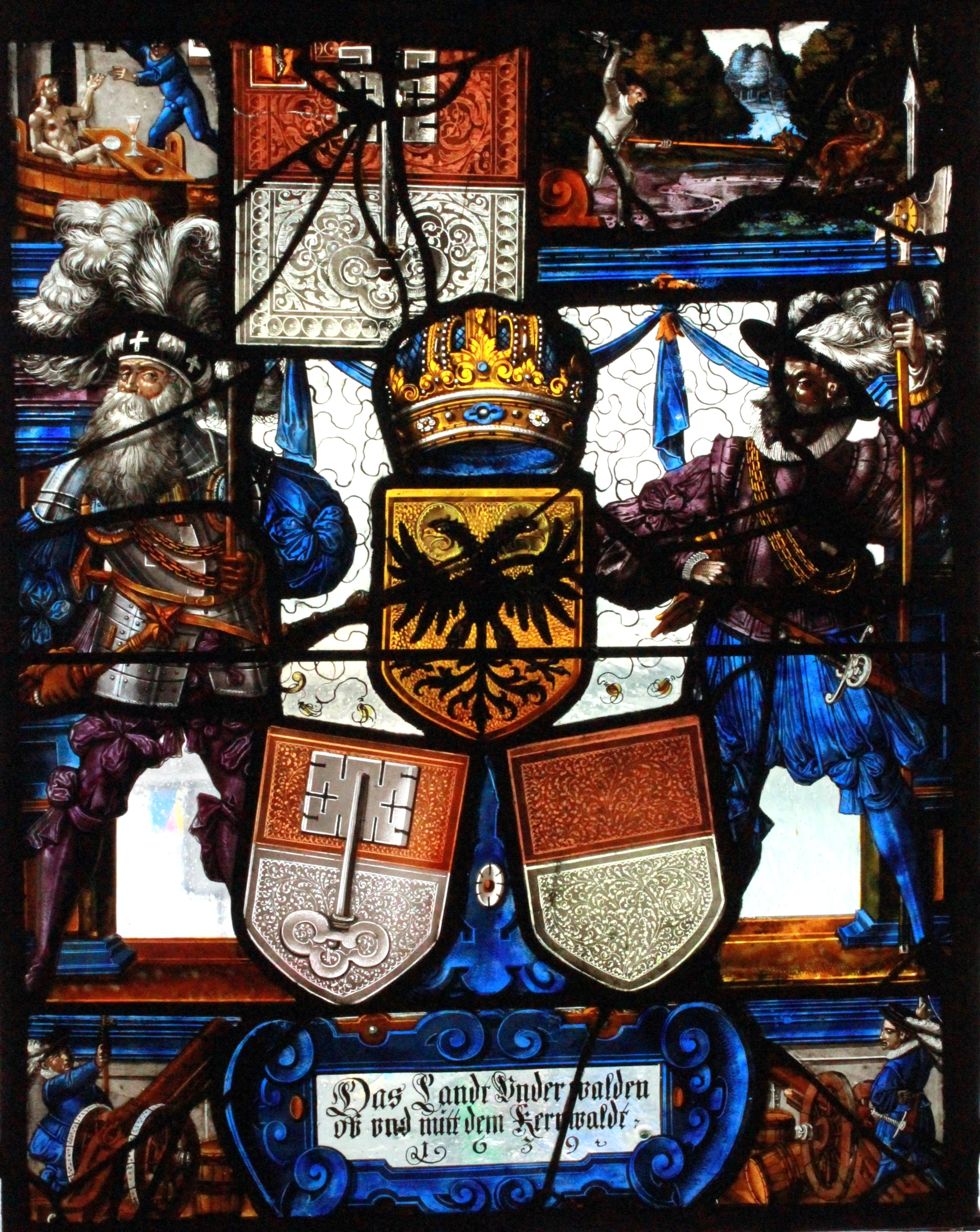
Герб у Громадянській ратуші Земпаха: «Земля Ундервальден над і під Кернвальдом» (1639)
Повний прапор Обвальдена
Повний прапор Унтервальдена
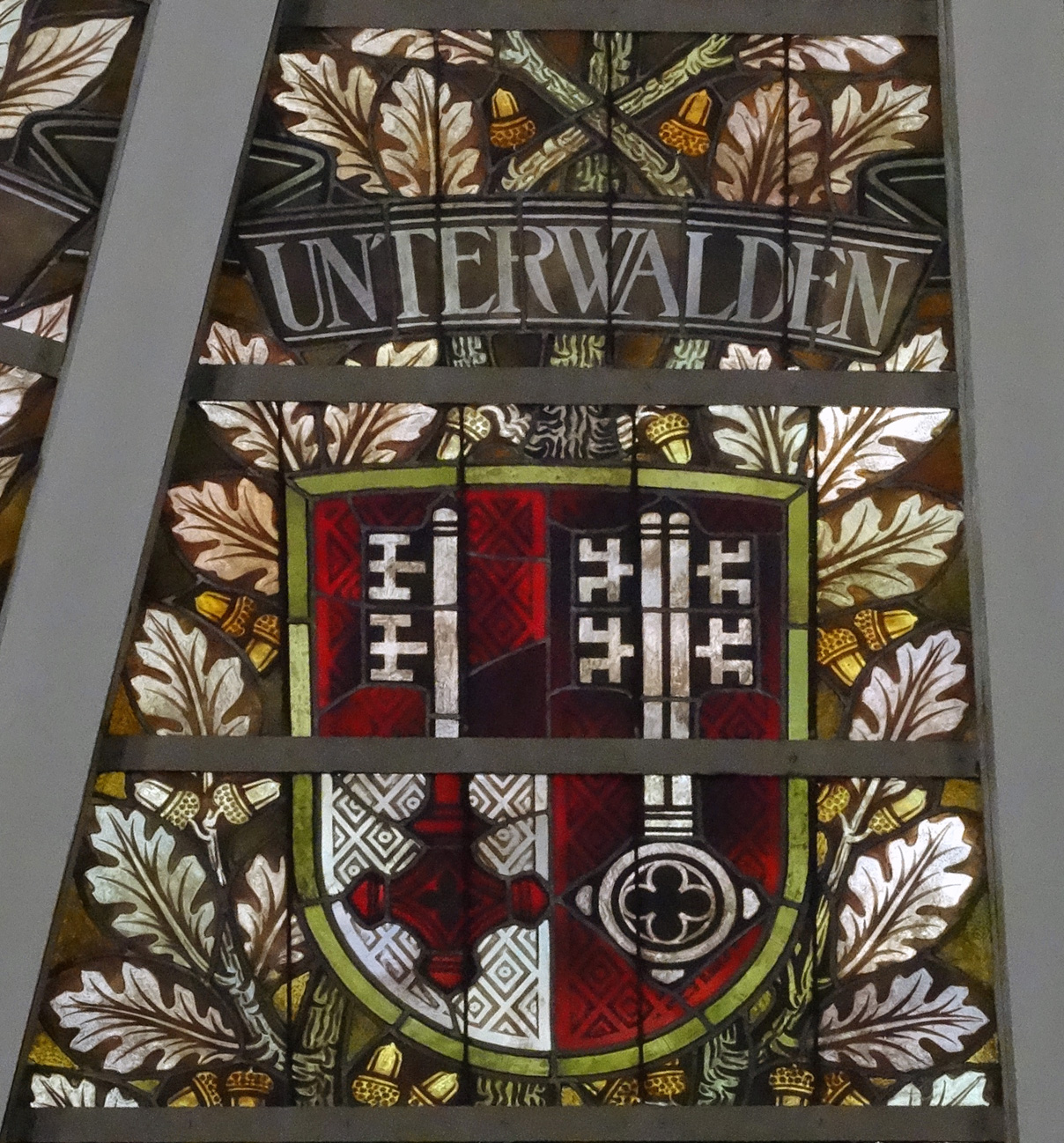
Кантональний герб Унтервальдена у вигляді вітража на куполі Федерального палацу (1901)
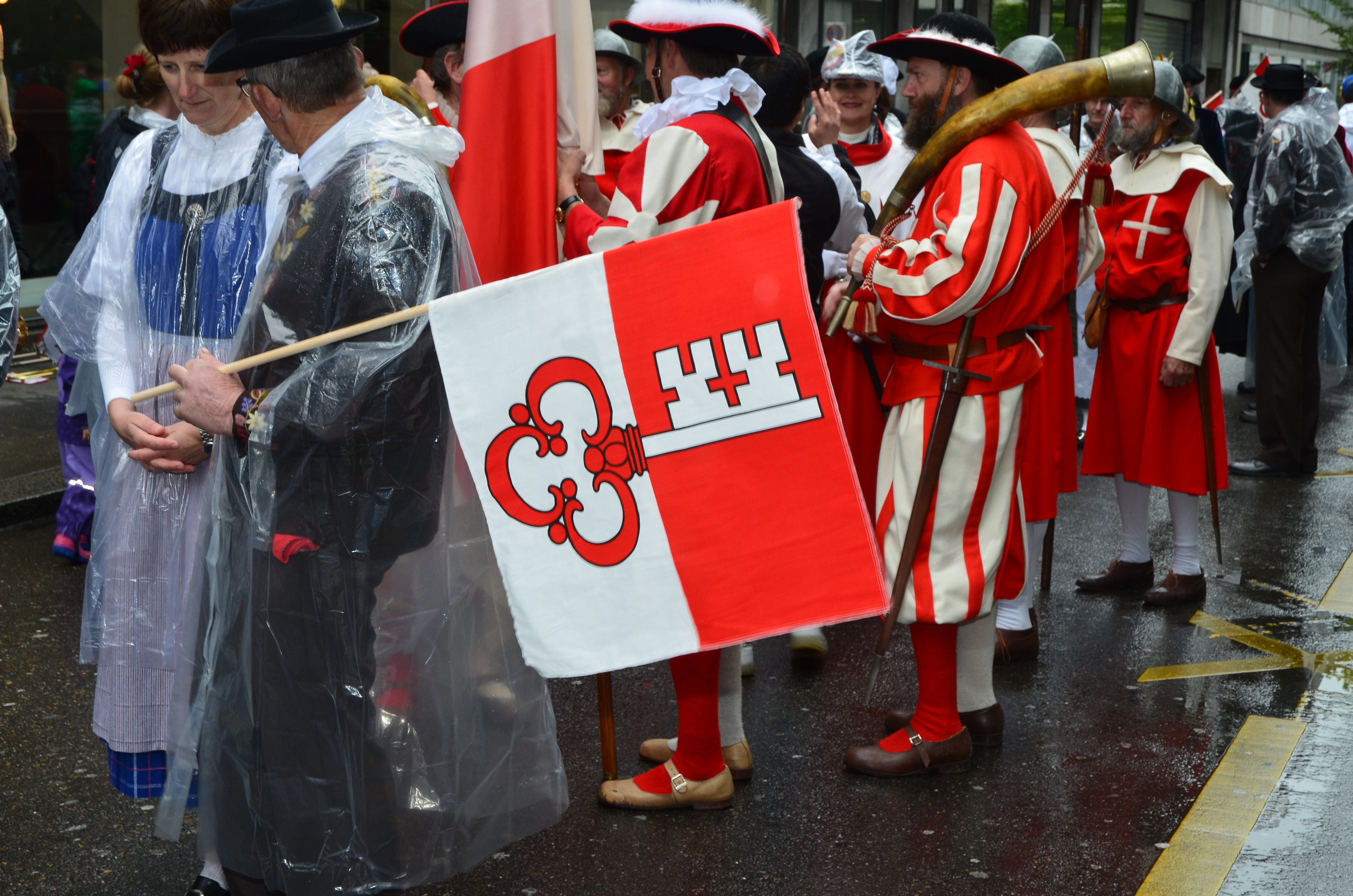
Використання кантонального прапора на святі
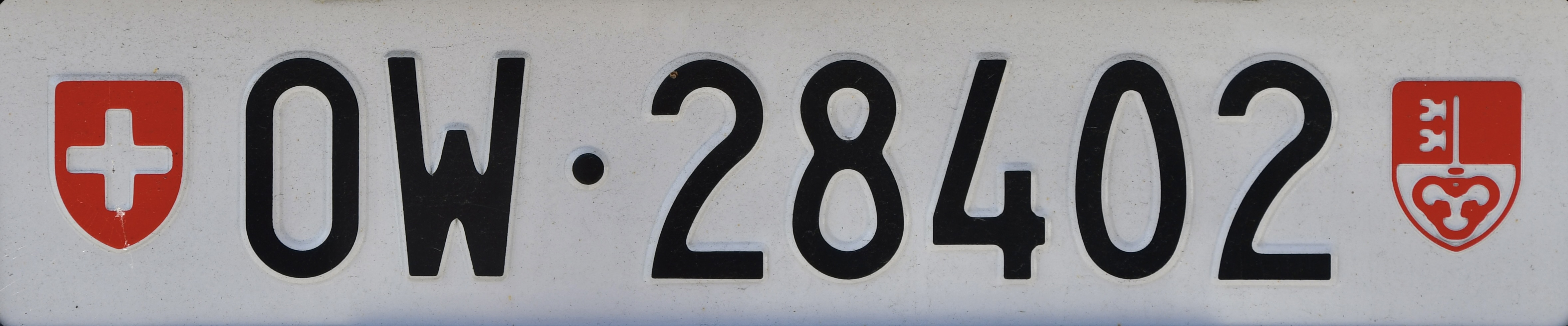
Задній номерний знак Обвальдена
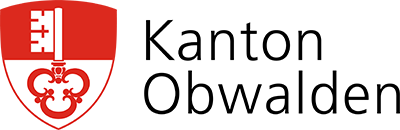
Лого Обвальдена

## Див також
- Прапори кантонів Швейцарії
- Прапор Швейцарії
- Прапор і герб кантону Нідвальден
- Обвальден
- Нідвальден

## Вебпосилання
- Герб кантону Обвальден на вебсайті кантону Обвальден